# Los 3 Arbolitos
Los 3 Arbolitos är en ort i Mexiko.   Den ligger i kommunen Ensenada och delstaten Baja California, i den nordvästra delen av landet, 2 100 km nordväst om huvudstaden Mexico City. Los 3 Arbolitos ligger 21 meter över havet och antalet invånare är 198.
Terrängen runt Los 3 Arbolitos är lite kuperad. Runt Los 3 Arbolitos är det glesbefolkat, med 8 invånare per kvadratkilometer. Närmaste större samhälle är Colonia Nueva Era, 1,3 km sydväst om Los 3 Arbolitos. Omgivningarna runt Los 3 Arbolitos är i huvudsak ett öppet busklandskap.